# Reitscheider Kreuz

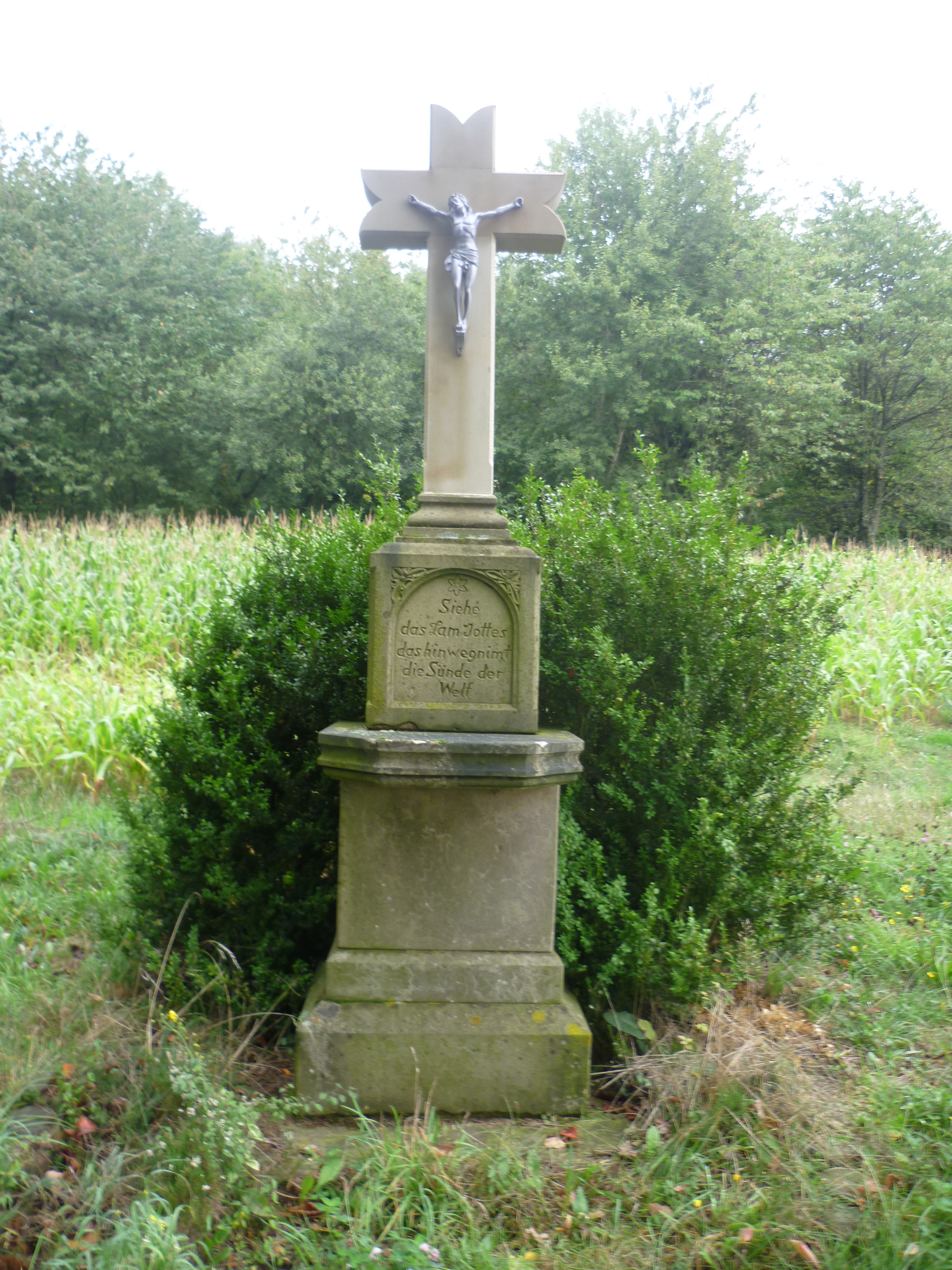
Reitscheider Kreuz

Das Reitscheider Kreuz ist ein Wegekreuz in der Gemeinde Namborn, östlich vom Ortsteil Furschweiler.
Das Kreuz aus grauem Stein, dessen Balkenenden in der Form von Schwalbenschwanzzinnen gestaltet sind, hat einen vollplastischen Kruzifix und steht auf einem dreistufigen Sockel, ebenfalls aus grauem Stein.

## Geschichtlicher Hintergrund
Beim Ausbruch des Deutsch-Französischen Krieges 1870/71 breitete sich eine bedrohliche Viehseuche im St. Wendeler Land aus. Die Reitscheider Bauern machten ein Gelübde, an der Einmündung des Gehweiler Weges in die Römerstraße ein Kreuz zu errichten, wenn die Viehseuche aufhöre. Auf uralter Keltengrabstätte steht das Kreuz hoch über dem Dorf Furschweiler. Seine Inschrift lautet Siehe das Lamm Gottes, das hinwegnimt die Sünde der Welt.

## Zur Lage und geschichtlichen Bedeutung der Örtlichkeit des Kreuzes
Im Zuge der Eroberung Galliens durch Julius Cäsar (58 – 51 v. Chr.) kamen auch römische Legionäre in die Namborner Gegend. Es kam zu Kämpfen an der (heute) Alten Trierer Straße. Die Treverer trugen ihre Gefallenen auf die Höhe, wo heute das Reitscheider Kreuz an der Kreuzung Römerstraße – Gehweiler Weg steht, und beerdigten in Massengräbern mit 30 Urnen, über die andere Asche gestreut war, und 10 Minuten nördlich des Reitscheider Kreuzes entfernt, nach Roschberg zu, auf der Höhe links am Weg ihre Toten. Dieses Massengrab wurde bei einer Erweiterung eines Steinbruches freigelegt.
Heimatforscher haben bei ihren Nachforschungen entdeckt, dass Furschweiler in die Verkehrswege des Römischen Reiches eingebunden war. So verlief eine Römerstraße von Tholey kommend am Hang des Metzelberges entlang nach Mainz. Am Standort des Reitscheider Kreuzes scheint ein Verkehrsknotenpunkt gewesen zu sein. Eine weitere Römerstraße soll vom Grauen Dorn (Baltersweiler) herkommend über Bornerhof (Ortsteil Hofeld) durch die heutige Hiemesstraße zur Römerstraße Tholey–Mainz her geführt und somit die Verbindungsstraße nach Mainz erreicht haben.